# Prostitué
Een prostitué, of voor een vrouw: prostituee, is iemand die binnen de prostitutiebranche seksuele handelingen verricht met een prostituant. Het woord komt van het Latijnse prostituta, een samenstelling van pro ("voor(waarts)") en statuere ("neerzetten").

## Seksuele handelingen
Bij de aangeboden seksuele handelingen kan het gaan om aftrekken, orale seks, geslachtsgemeenschap of anale seks. Gebruik van een condoom vermindert het risico op overdracht van een seksueel overdraagbare aandoening (soa, geslachtsziekte). In de prostitutie zijn de meest voorkomende seksposities de missionarishouding, de amazonehouding en hondjeshouding. Geslachtsgemeenschap en anale seks worden sinds eind jaren tachtig altijd uitgevoerd met een condoom om de verspreiding van aids te voorkomen.

## Mannen en vrouwen
Traditioneel bestaat het beeld dat de meeste prostituees vrouwen zijn die hun diensten aan mannen, soms ook aan vrouwen of paren, aanbieden, maar er zijn ook mannelijke prostitués voor mannen, voor vrouwen en voor paren. Naar prostitutie door mannen is nog zeer weinig onderzoek gedaan. Dit blijkt ook moeilijk omdat er een veel groter taboe op rust dan op prostitutie door vrouwen.
Een man die zich tegen betaling beschikbaar stelt voor het plegen van seksuele handelingen wordt aangeduid als prostitué. Een man die zich aan mannen aanbiedt (homoseksuele prostitutie) wordt businessboy of escortboy genoemd, een pejoratieve benaming is schandknaap. Een man die zijn seksuele diensten aan vrouwen aanbiedt wordt aangeduid als gigolo.
De Nederlandse belangenvereniging PROUD geeft er de voorkeur aan prostitués aan te duiden met de bredere term sekswerker.

## Dubbelleven
Het beroep van prostitué is niet algemeen geaccepteerd. Mensen die werkzaam zijn als prostitué, maken om slutshaming te voorkomen vaak selectieve keuzes aan wie ze over hun werk vertellen. Daardoor leiden ze een dubbelleven. Sommigen combineren prostitutie als bijbaan met een studie.

## Risico's
Een risico voor een prostitué is het oplopen van een geslachtsziekte, zeker wanneer niet gebruikgemaakt wordt van een condoom. Eén tot twee procent van de vaginale interacties in de prostitutie gebeurt in België en Nederland zonder condoom. Bij orale seks loopt dat op tot 40%.
Economen hebben aangetoond dat prostituees vaak extra betaald worden als ze toegeven aan de vraag van cliënten om onveilige seks te hebben (dus zonder condoom). Tegen extra betaling wordt een 'girlfriend experience' aangeboden, waartoe tongzoenen en onveilige seks behoren. Uit studies in India en Mexico bleek dat deze premie kan oplopen tot 80%. Naast venerische ziektes kan dit ook leiden tot ongewenste zwangerschap van de prostituee.
Veel prostitués en prostituees worden het slachtoffer van (gewelds)misdrijven zoals beroving of verkrachting. Ook krijgen velen te maken met afpersing, in sommige landen door corrupte politieagenten, die in ruil hiervoor hun activiteiten gedogen.